# ویلیشو
ویلیشو (به لاتین: Wieliszew) یک روستا در لهستان است که در گمینا ویلیشو واقع شده‌است. ویلیشو ۳٬۱۲۲ نفر جمعیت دارد.